# Château de Worms-Herrnsheim
Le château de Worms-Herrnsheim est un château du XIXe siècle situé dans le faubourg Herrnsheim de Worms en Rhénanie-Palatinat. Derrière le château on trouve un jardin paysager à l'anglaise de 10,5 acres.

## Histoire
Le premier document qui parle de l'édification du château date du XVIe siècle quand, le 30 janvier 1557, Eberhard von Dalberg, Kämmerer (de) de Worms fait certifier un testament. S'il n'y a aucune preuve d'un château plus ancien, un document du XIVe siècle mentionne à cet endroit la présence de la seigneurie de Hof zu Herrnsheim.
Le palais a été fortement endommagé pendant la guerre de Trente Ans ; un document de 1635 déclare le site aride et désert. Le trésorier de Worms, Philipp von Dalberg construit, en 1460, un bâtiment fortifié pour la défense de la partie nord de la ville. Ce bâtiment est incendié en 1689 lors de la guerre de la Ligue d’Augsbourg par les troupes françaises. La reconstruction commence à partir de 1711.
En 1792, le château est gravement endommagé lors de l’occupation de la rive gauche du Rhin par Adam-Philippe de Custine qui conquérait en même temps les villes de Wissembourg, Landau puis celles de Spire, Worms et Mayence.
À partir de 1808, Emmerich Joseph de Dalberg le fait reconstruire selon les plans de Jacob Friedrich Dyckerhoff (de) dans le style Empire. En 1883, John Emerich Edward Dalberg-Acton vend la propriété à Cornelius Wilhelm von Heyl zu Herrnsheim. En 1957, la ville de Worms devient propriétaire du château.
On suppose que la tour ronde à l'extrémité ouest du palais appartient à des bâtiments plus anciens, du XVe siècle.

## Galerie photographique

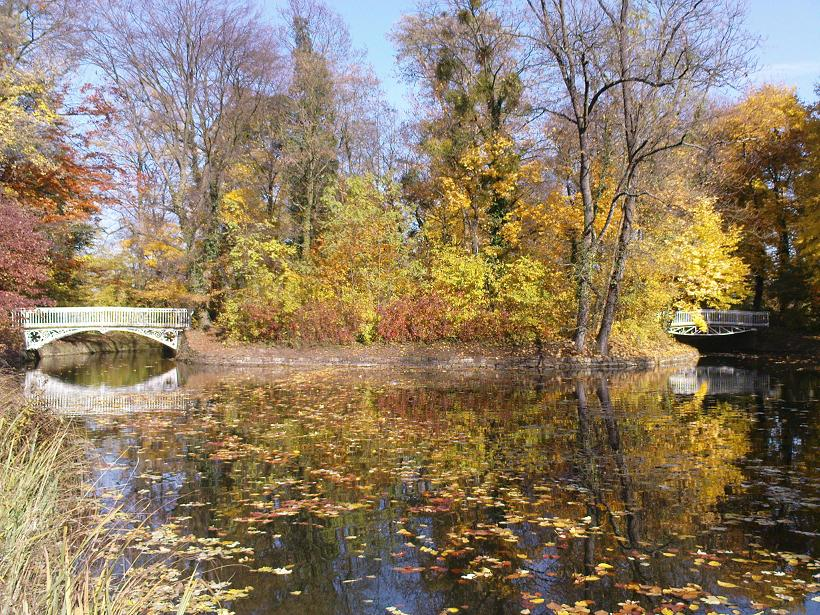
Le parc du château
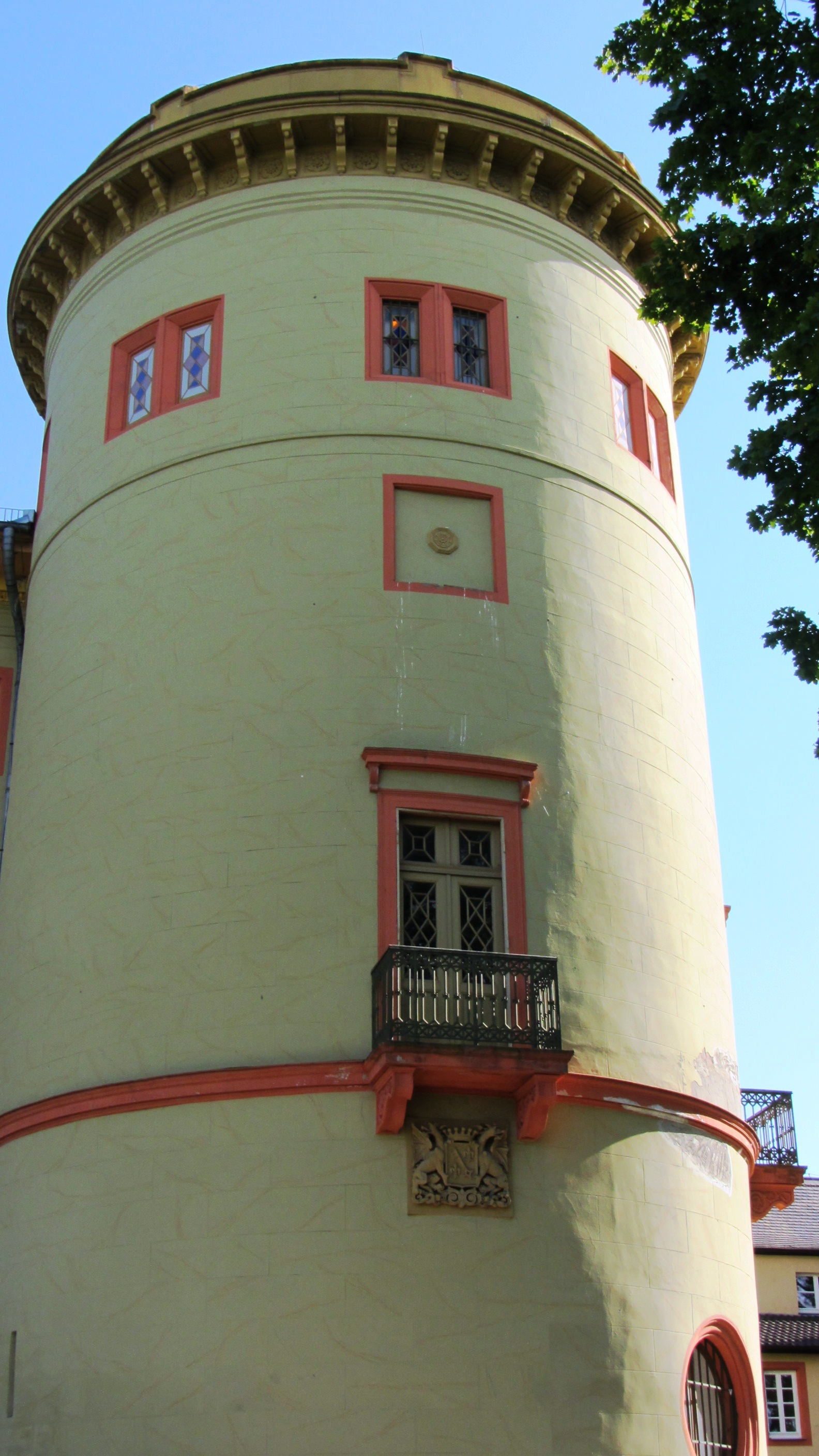
La tour de la bibliothèque
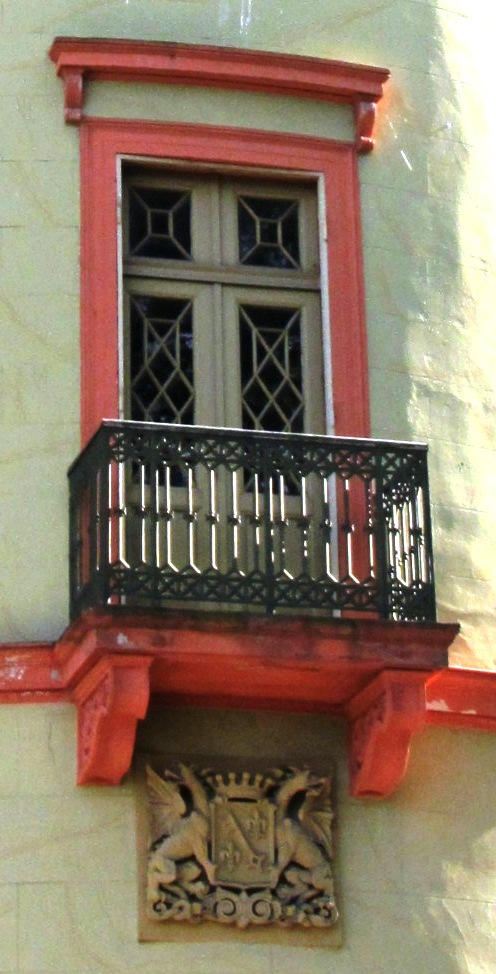
Balcon et blason à la tour de la bibliothèque
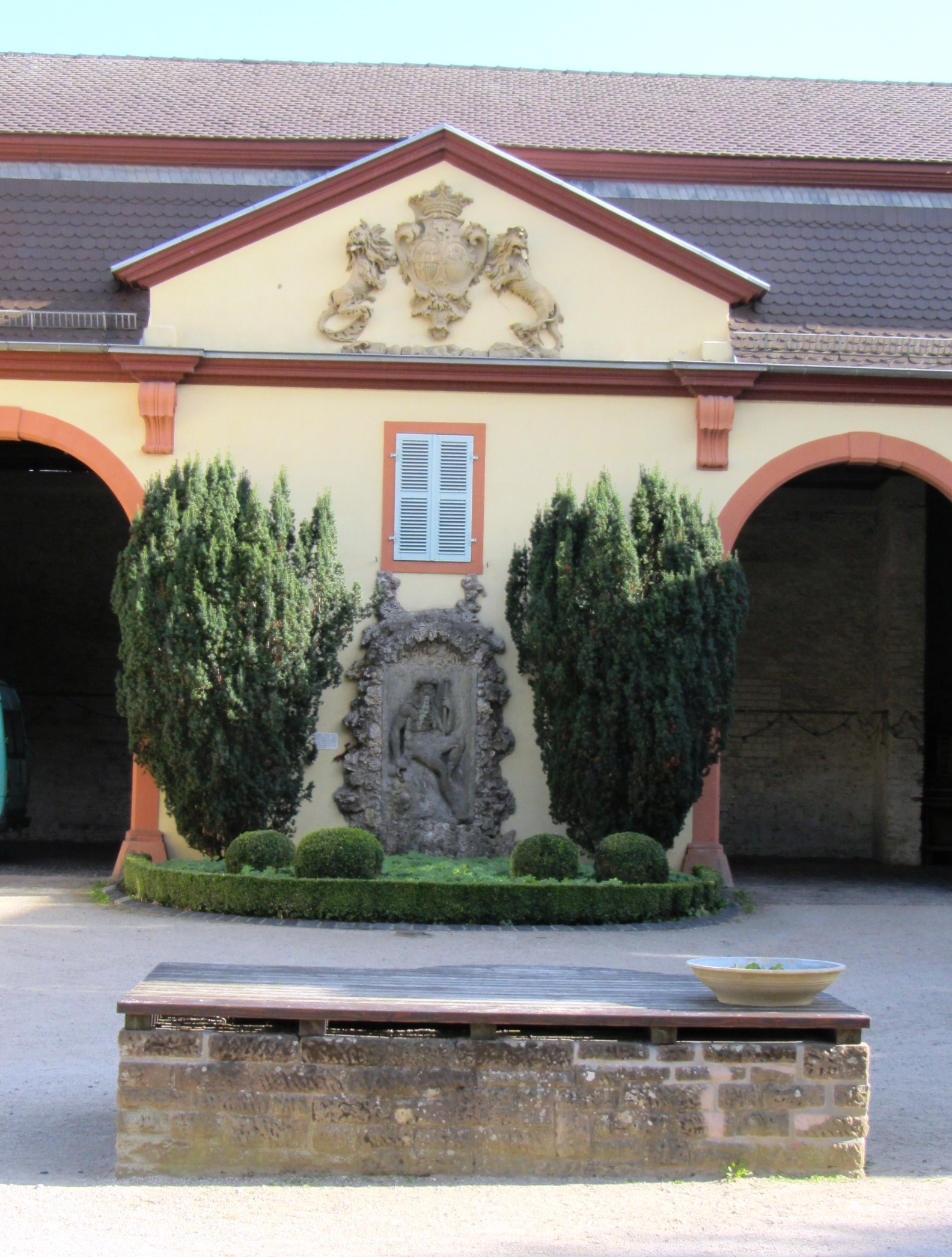
Remise
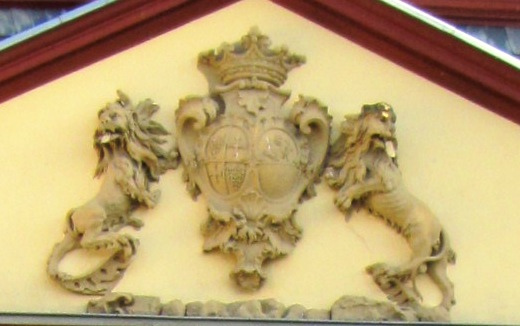
Blason à la remise